# Hypochrysops hypocletus
Hypochrysops hypocletus är en fjärilsart som beskrevs av Charles Oberthür 1880. Hypochrysops hypocletus ingår i släktet Hypochrysops och familjen juvelvingar. Inga underarter finns listade i Catalogue of Life.